# Catocala erubescens
Catocala erubescens är en fjärilsart som beskrevs av Rothschild. Catocala erubescens ingår i släktet Catocala och familjen nattflyn. Inga underarter finns listade i Catalogue of Life.